# 牺牲率
牺牲率（英語：Sacrifice ratio），是經濟學的術語，是作为反通货膨胀的策略的成本估量之用。
其計算方式，是把一個抑制通膨政策造成的GDP累计下降率，和通货膨胀下降率之间的比率，愈高的犧牲率，代表該抑制通膨方式對經濟所帶來的成本愈高。舉例而言一個政策預估將使通膨減少5%，但會使GDP下降3%，那犧牲率就是0.6。